# Беривил (Арканзас)
Беривил (енгл. Berryville) град је у америчкој савезној држави Арканзас.

## Демографија
По попису из 2010. године број становника је 5.356, што је 923 (20,8%) становника више него 2000. године.
| Група             | 2000.         | 2010.         |
| Белци             | 3.480 (78,5%) | 3.850 (71,9%) |
| Афроамериканци    | 2 (0,0%)      | 27 (0,5%)     |
| Азијати           | 21 (0,5%)     | 48 (0,9%)     |
| Хиспаноамериканци | 868 (19,6%)   | 1.325 (24,7%) |
| Укупно            | 4.433         | 5.356         |